# Il continente scomparso
Il continente scomparso (Lost Continent) è un film di fantascienza del 1951 per la regia di Sam Newfield.
La trama presenta somiglianze con quella del romanzo Il mondo perduto di Arthur Conan Doyle

## Trama
Il maggiore Joe Nolan è il capo di una squadra che deve recuperare un razzo atomico che è svanito nell'Oceano Pacifico del sud.
Il loro aereo precipita in un'isola tropicale e incontrano una ragazza selvaggia che parla loro di un oggetto caduto dal cielo.
Essi trovano una giungla abitata da dinosauri, ma il vulcano dormiente erutta.